# Pyrgophorus platyrachis
Pyrgophorus platyrachis är en snäckart som beskrevs av F. G. Thompson 1968. Pyrgophorus platyrachis ingår i släktet Pyrgophorus och familjen tusensnäckor. Inga underarter finns listade i Catalogue of Life.